# 트라이브-제리스베르크 철도
트라이브-제리스베르크 철도(Treib-Seelisberg-Bahn, TSB)는 스위스 우리주에 있는 푸니쿨라 철도이다. 이 노선은 루체른 호수에 있는 트라이브와 산 위에 있는 제리스베르크를 연결한다. 트라이브에서 케이블카는 루체른호 해운의 일반 여객선과 연결되어 루체른 및 기타 호숫가 지역 사회로 연결된다.
노선은 1910년에 허가를 받았고, 1914년에 건설이 시작되어 1916년에 개통되었다. 현재 차량은 1965년에 공급되어, 1992년에 수리되었으며, 제어 시스템은 1996년에 교체되었다.

## 운행
이 노선의 상세 제원은 다음과 같다.
| 차량수    | 2                                        |
| 정류장 수 | 2                                        |
| 구성      | 대피선을 가진 단선                       |
| 트랙 길이 | 1,149 m                                  |
| 상승      | 330 m                                    |
| 최대 경사 | 38%                                      |
| 궤간      | 1,000 mm 미터궤                          |
| 속도      | 2.5 to 3.5 미터 매 초 (8.2 to 11.5 ft/s) |
| 소요 시간 | 6분 ~ 8분                                |
| 수용량    | 시간당 일방통행 900명                    |

## 갤러리

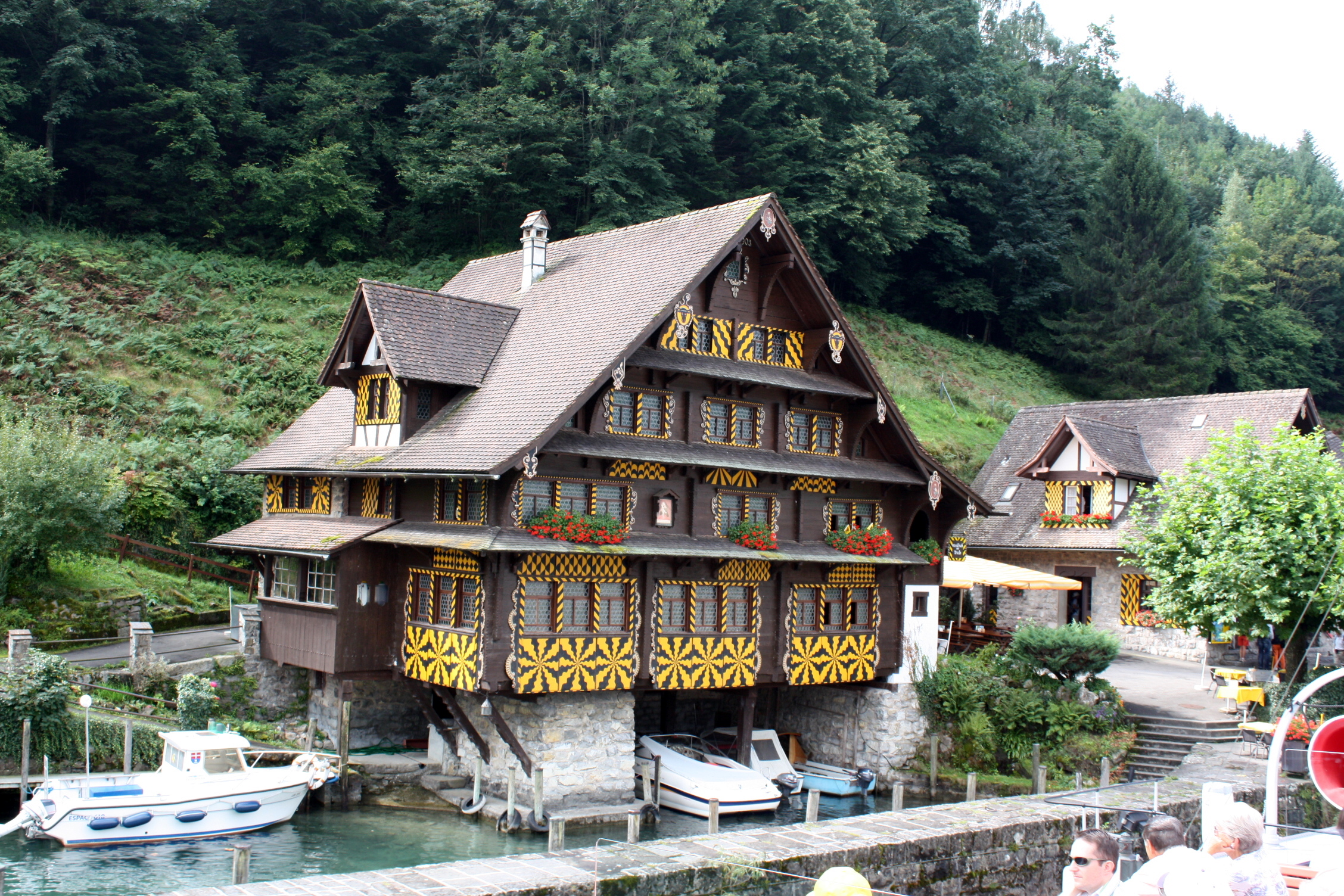
트라이브, Treib, 오른쪽에 TSB의 계곡역
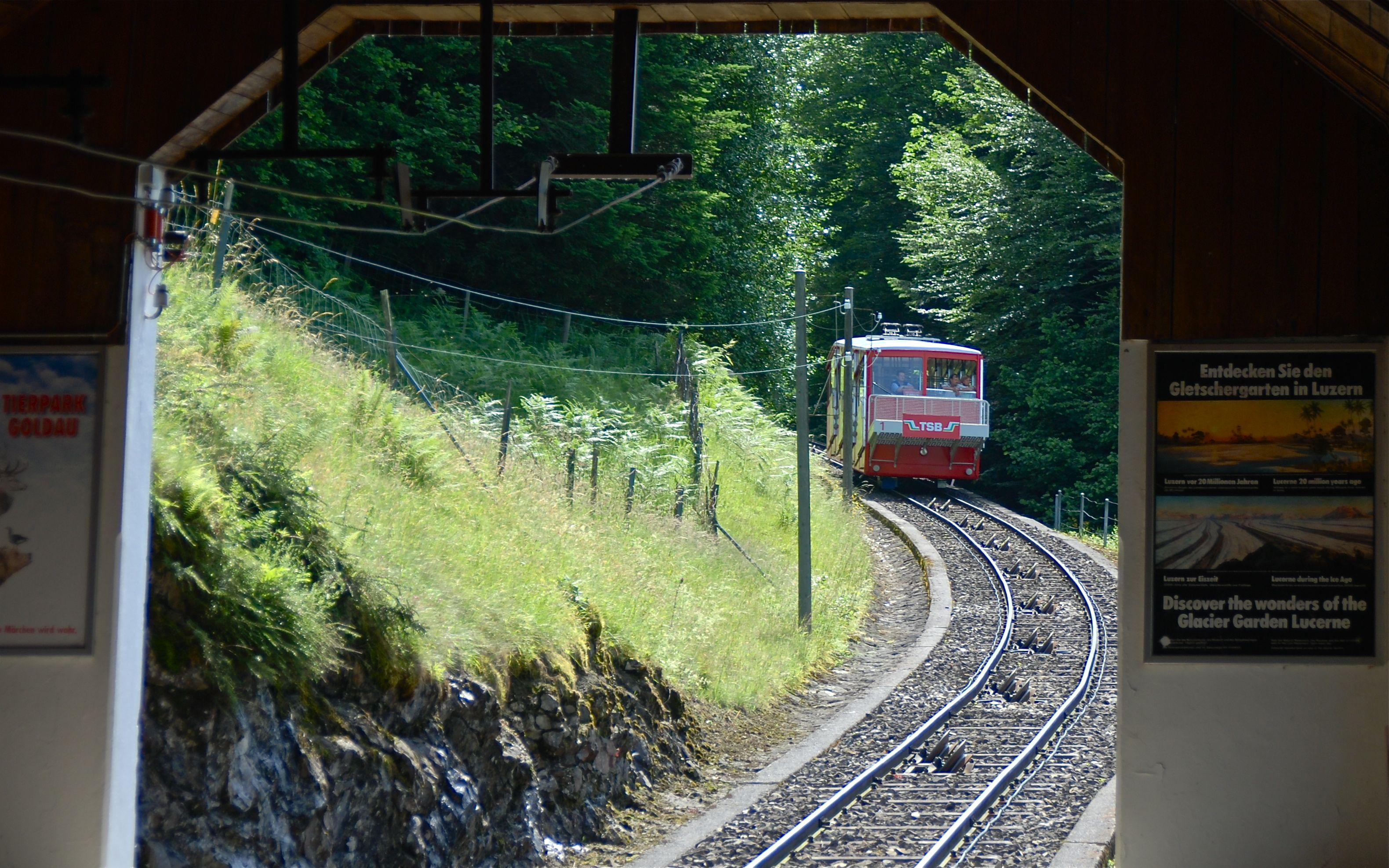
트라이브 진입 직전